# Astragalus tyghensis
Astragalus tyghensis är en ärtväxtart som beskrevs av Morton Eaton Peck. Astragalus tyghensis ingår i släktet vedlar, och familjen ärtväxter. Inga underarter finns listade i Catalogue of Life.